# ویکتور لوپز (بازیکن فوتبال، زاده ۱۹۹۷)
ویکتور لوپز (انگلیسی: Víctor López؛ زادهٔ ۱۲ مهٔ ۱۹۹۷) بازیکن فوتبال اهل اسپانیا است.
از باشگاه‌هایی که در آن بازی کرده‌است می‌توان به باشگاه فوتبال دپورتیوو آلاوس اشاره کرد.